# Río Blanco (Río Madre de Dios)
Der Río Blanco, span. für „weißer Fluss“, ist ein etwa 130 km langer rechter Nebenfluss des Río Madre de Dios in Südost-Peru in der Provinz Manu der Region Madre de Dios.

## Flusslauf
Der Río Blanco entspringt in den nordöstlichen Ausläufern der peruanischen Ostkordillere auf einer Höhe von etwa 500 m. Der Río Blanco fließt anfangs in nordöstlicher Richtung. Nach etwa 15 km durchschneidet er einen niedrigen Höhenkamm und erreicht das Amazonastiefland. Dieses durchquert er mit zahlreichen Flussschlingen. Zwischen den Flusskilometern 115 und 100 fließt er in Richtung Nordnordost. Anschließend wendet er sich in Richtung Ostnordost. Er spaltet sich nun abschnittsweise in zwei bis drei Flussarme auf. Bei Flusskilometer 16 trifft die Quebrada Agua Negra (span. für „Schwarzwasserbach“), der größte Nebenfluss, von links auf den Río Blanco. Dieser wendet sich nun nach Osten, durchquert einen ehemaligen Altarm des Río Madre de Dios und mündet schließlich in diesen.
Die Mündung befindet sich auf einer Höhe von etwa 275 m 165 km westlich der Regionshauptstadt Puerto Maldonado. Der Flusslauf bildet die Grenze zwischen den Distrikten Fitzcarrald im Westen und Madre de Dios im Osten.

## Einzugsgebiet
Der Río Blanco entwässert die Vorberge der peruanischen Ostkordillere nach Nordosten hin. Das etwa 780 km² große Einzugsgebiet grenzt im Osten und im Südosten an das des Río Chilive, im Südwesten an das des Río Alto Madre de Dios, im Westen an das des Río Alto Madre de Dios sowie im Norden an das des oberstrom gelegenen Río Madre de Dios. Der Oberlauf des Río Blanco bildet die westliche Grenze des Schutzgebietes Reserva Comunal Amarakaeri. Im Mittel- und Unterlauf durchquert dann den nördlichen Teil des Schutzgebietes.